# Asemesthes perdignus
Asemesthes perdignus är en spindelart som beskrevs av Raymond Comte de Dalmas 1921. Asemesthes perdignus ingår i släktet Asemesthes och familjen plattbuksspindlar.
Artens utbredningsområde är Namibia. Inga underarter finns listade i Catalogue of Life.